# 八打灵再也
八打灵再也（馬來語發音：[pətalɪŋ dʒaja]），早期称八打灵卫星市，简称“灵市”或“PJ”，是马来西亚雪兰莪州人口最多的城市，隶属于八打灵再也市政厅。其面积为97.2平方公里，人口于2016年为638,516。该市北临士拉央，东临吉隆坡，南临梳邦再也，西临莎亚南。灵市是吉隆坡最早的卫星城市。自1952年開埠以來發展迅速，成為巴生谷主要的經濟中心及人口聚集之地。2006年8月20日，八打靈再也升格為大城市，成為馬來西亞第11座擁有市政厅资格之城市，亦是馬來西亞第二座「非州首府」的城市。

## 名稱來源
八打靈再也的名稱由來，是源自一種稱為八打靈樹（英文：Petaling Tree）之名稱，此樹種屬於鐵青樹科，原產於馬來西亞，也常見於印尼、新加坡等熱帶地區。在未開埠之前，此地長滿許多的八打靈樹，因而得名，而“再也”（Jaya，马来语意为“成功”）一詞，則是政府在新市鎮計劃成功之後而加上，隨後沿用至今。

## 历史
八打靈再也的發展與吉隆坡息息相關，根據八打靈再也市政厅的歷史資料顯示，此地原是一塊位于旧巴生路旁，占地1,200英亩的橡胶园－“埃芬汉园丘”（Effingham Estate），并由一家英國企業所持有。當時，在橡膠園附近已有一座八打靈村（Kampung Petaling），村民都是在附近錫礦場工作的華人。
二戰之後，吉隆坡被定為馬來亞聯合邦首都，進入了發展迅速的步伐，吉隆坡的人口從1920年的8萬在1951年已增至20萬的人口。人口的快速增長，也使得吉隆坡市區外圍佈滿了許多非法木屋，尤其以秋傑路（Jalan Chow Kit）、蕉賴與啤律（Jalan Peel）一帶的非法木屋問題最為嚴重。1951年，英殖民政府為了緩和吉隆坡市區人口過於擁擠，並解決和重新安置非法居住者計劃，政府開始設立“1951年聯邦房屋信託”（Federal Housing Trust 1951），並委託聯邦城鎮發展部（Federal Town Planning Department）設計及規劃如同當時英國已流行的新市鎮，並選定介於吉隆坡與巴生港口之間的八打靈作為馬來西亞第一座新市鎮。1952年，聯邦政府開始在今日稱為“八打靈再也舊區”（PJ Old Town）的區域興建800棟房屋，也宣告了八打靈再也的開埠。
原先八打靈再也的發展主要集中在“八打靈再也舊區”，其範圍南以舊巴生路（Jalan Kelang Lama）為界，東臨鄧普勒路（Jalan Templer），銜接至本查拉路（Jalan Penchala），再由雪蘭莪路（Jalan Selangor）、奧特曼路（Jalan Othman）和巴剎路（Jalan Pasar）與其他地區隔開，原本預計將其發展成能容納七萬人的新市鎮。為有效地解決吉隆坡市區人口過剩的問題，之允許迫遷的居民居住在此地。1954年，聯邦政府開始實行土地開放政策，允許八打靈再也的土地開放，大大促進此地的發展。八打靈再也的房屋面積迅速擴大至3000英畝，房屋數量增加至3200棟。後來，隨著銜接吉隆坡市區、八打靈再也和巴生港口的聯邦大道第一階段公路的開通，亞松大醫院（Assunta Hospital）、渣打銀行、大華戲院等其他設施在八打靈再也舊區設立，使得許多原先居住在吉隆坡市區的華人人口大量遷至此地。
1954年，才開拓兩年的八打靈再也，因人口激增，而被正式在憲報上頒布為卫星市。在1957年，作為八打靈再也政府行政中心的“八打靈新鎮”（PJ New Town）正式被開發。1964年，人口已經激增至十萬人的八打靈再也成為自治地方政府，並在1977年進一步升格為八打灵再也市议会。
2006年6月20日，八打靈再也正式被升格為市政廳，成為雪蘭莪州境內第二座城市。目前八打灵再也的人口约为619,925人（2010年数据），持有房屋产业数则为217,930个。

## 氣候
八打靈再也是馬來西亞最為潮溼的城市之一， 全年氣候溫暖，日均高溫超過三十度且多雨，年均雨量超過2,700（110英寸），沒有明顯的旱季，但是六月和七月相對乾燥。大部份的月份降雨量都超過200（7.9英寸）。這裡大雷雨和暴風雨相當常見，也是世界上落雷數最高的地區之一。
| 八打靈再也               | 八打靈再也   | 八打靈再也   | 八打靈再也    | 八打靈再也    | 八打靈再也   | 八打靈再也   | 八打靈再也   | 八打靈再也   | 八打靈再也   | 八打靈再也    | 八打靈再也    | 八打靈再也    | 八打靈再也       |
| 月份                     | 1月          | 2月          | 3月           | 4月           | 5月          | 6月          | 7月          | 8月          | 9月          | 10月          | 11月          | 12月          | 全年             |
| ------------------------ | ------------ | ------------ | ------------- | ------------- | ------------ | ------------ | ------------ | ------------ | ------------ | ------------- | ------------- | ------------- | ---------------- |
| 平均高温 °C（°F）        | 32.5 (90.5)  | 33.3 (91.9)  | 33.5 (92.3)   | 33.5 (92.3)   | 33.4 (92.1)  | 33.1 (91.6)  | 32.6 (90.7)  | 32.7 (90.9)  | 32.5 (90.5)  | 32.5 (90.5)   | 32.1 (89.8)   | 31.9 (89.4)   | 32.8 (91.0)      |
| 平均低温 °C（°F）        | 23.1 (73.6)  | 23.5 (74.3)  | 23.8 (74.8)   | 24.2 (75.6)   | 24.4 (75.9)  | 24.2 (75.6)  | 23.7 (74.7)  | 23.7 (74.7)  | 23.7 (74.7)  | 23.7 (74.7)   | 23.6 (74.5)   | 23.4 (74.1)   | 23.8 (74.8)      |
| 平均降雨量 mm（）        | 189.8 (7.47) | 210.1 (8.27) | 273.5 (10.77) | 298.9 (11.77) | 243.1 (9.57) | 128.7 (5.07) | 141.1 (5.56) | 168.9 (6.65) | 198.1 (7.80) | 280.1 (11.03) | 330.3 (13.00) | 261.2 (10.28) | 2,723.8 (107.24) |
| 平均降雨天数（≥ 1.0 mm） | 11           | 12           | 16            | 16            | 14           | 9            | 10           | 11           | 13           | 17            | 18            | 15            | 162              |
| 来源：世界氣象組織       |              |              |               |               |              |              |              |              |              |               |               |               |                  |

## 行政区划

八打灵再也城市分区

八打靈再也可以分為东南西北4个區域。其中北部由八打灵再也北区（即白沙罗区，PJU）组成，包括灵北1区、1A区和2至10区；南部由八打灵再也南区（PJS）组成，并包括灵南1区至7区、8区和10区（双威镇和PJS7、9和11等属梳邦再也市议会管辖）；西部由SS（梳邦－双溪威）开头的区域组成，包括SS1至11区，而美阳花园、东南亚花园和白沙罗英丹皆位于此；东部则是八打灵再也最早开发的地段，也是城市中心所在，并有旧区和新区之分。这些区域還可以再细分為更小的小區（kejiranan），例如SS5D。
有一些區會有自己的名稱，如格拉那再也、哥打白沙罗等。

## 人口
2010年，在八打靈再也市政厅的範圍内共有619,925名居民。截止2015年，人口總數已經超過55萬，而巴生谷都市區總人口達到150萬。
在1956年之前，77%遷移至八打靈再也的居民是華人，到了1966年，華人還是佔了八打靈再也人口比例的63%，近年來，隨著大量馬來人及各國居民遷移至八打靈再也，使得當地華人比例逐年下降，目前占市内的39.6。

## 地标

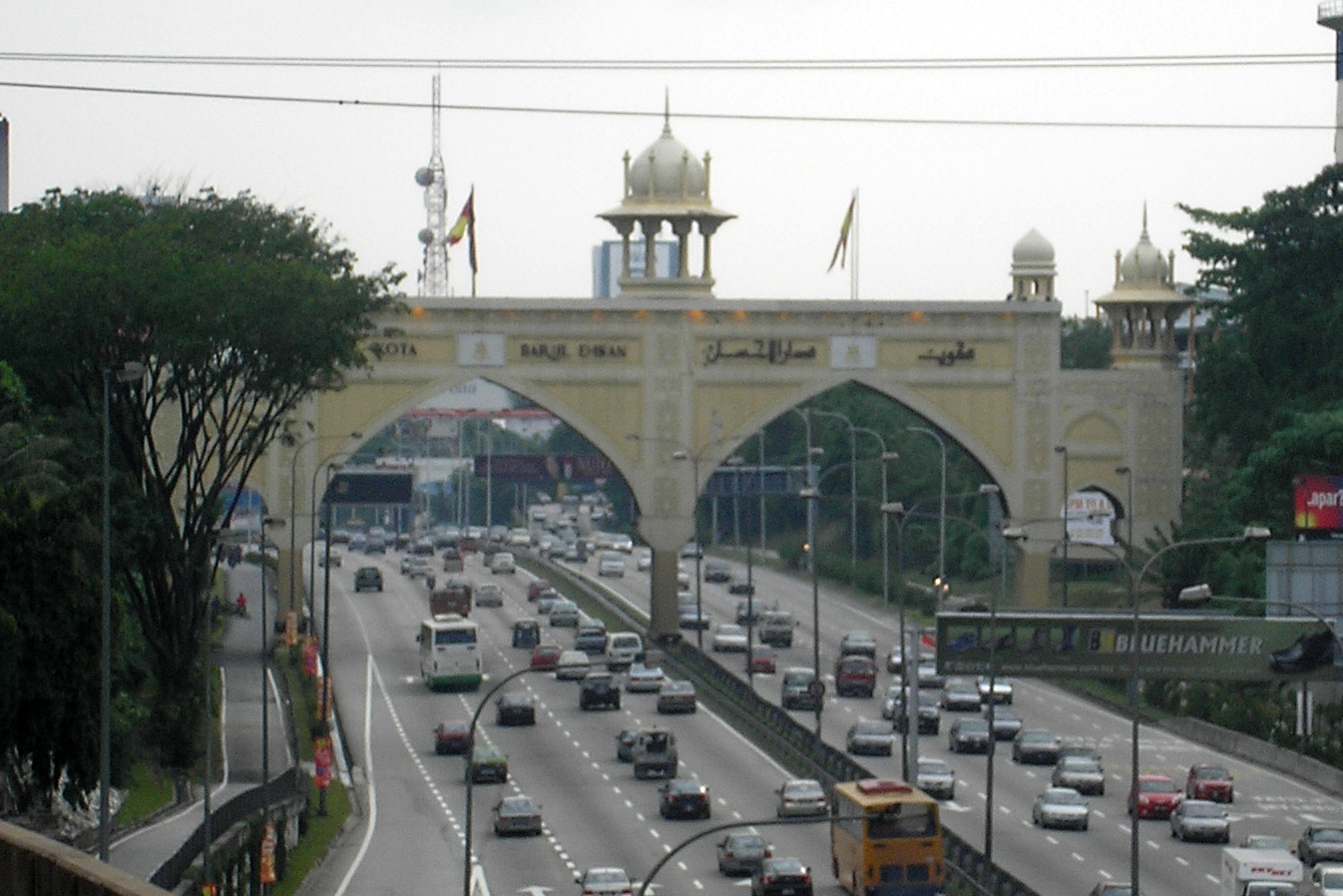
从吉隆坡一侧看横跨在马来西亚联邦高速公路上的雪蘭莪牌樓

雪蘭莪牌樓（Kota Darul Ehsan）為馬來西亞聯邦政府為答謝雪蘭莪州蘇丹願意將吉隆坡劃分為聯邦直轄區，而特意為雪蘭莪州所興建。此牌樓聳立在聯邦大道之上，其摩爾式大理石弧形城門設計融入了苏丹阿都沙末大厦（Sultan Abdul Samad Building）與舊国家皇宫的建築特色，在牌樓兩側各豎立了一尊大炮。除了作為八打靈再也的地標外，也標示著雪蘭莪州與吉隆坡的分界線。
白沙罗和白蒲大道附近有多家商场以及珍珠白沙罗商圈，约有20间商场矗立在灵市内。

## 商业
早期八打靈再也的商業活動多聚集在八打靈舊區，自80年代起，八打靈新鎮、哥打白沙羅、萬達鎮、SS2、格拉那再也等各新興區域的相繼冒起，使得八打靈再也的商業活動的分佈相對平均，加上交通發達、基礎建設完善和各級學校分佈密集之故，八打靈再也稱為了中產階級及中上階級的居住之地，其工商服務業非常發達。
隨著吉隆坡人口的外移、消費形態的改變以及八打靈再也市民消費能力較高等因素，使得許多大型複合式購物中心、霸级市场、高級商业办公室、酒店、會展中心等陸續在境內各處開設。八打靈再也的購物中心主要分佈在各條高速公路的周邊，其著名購物中心包括万达广场（1 Utama）、宜家家居、IPC 购物中心、The Curve、伯樂泰廣場（Paradigm Mall）、3白沙罗購物中心（3 Damansara）、Sunway Giza Mall等。

## 交通
八打靈再也是交通建設最為完善的城市之一，擁有發達的連外路網。因位處吉隆坡與巴生港之間，自60年代起，許多新建設的高速公路開始途徑此地，包括聯邦大道、南北大道、白蒲大道、西部疏散大道（Sprint Expressway）、新班底大道（New Pantai Expressway, NPE）等高速公路。郑宏杰路和杨旭龄路是市内少数以华人命名的道路 。
馬來亞鐵道（KTM）旗下的2 巴生港线自1995年開始為八打靈再也南部的居民服務，在境內共設有五站，包括八打靈站（Petaling）、鄧普勒路站（Jalan Templer）、甘榜拿督哈倫站（Kg. Dato Harun）、斯里斯迪亞站（Seri Setia）和斯迪亞再也站（Setia Jaya）。
1998年開通的輕快鐵5 格拉那再也线亦有五座車站位在境內，分別為再也花園站、亞洲再也站、百乐花園站、幸福花園站和格拉那再也站。梳邦谷站（Lembah Subang）、阿拉白沙羅站（Ara Damansara）和格林瑪麗站隨著格拉那再也線延长线在2016年6月的開通而啟用。
哥打白沙羅站（Kota Damansara）、蘇麗雅站（Surian）、珍珠白沙羅站（Mutiara Damansara）和萬達鎮站（Bandar Utama）已在2016年尾随着9 加影线的開通而啟用。目前建造中的万达镇－巴生线（LRT 3）也將从万达镇出发延伸至巴生市，预计2025年完工。

## 教育

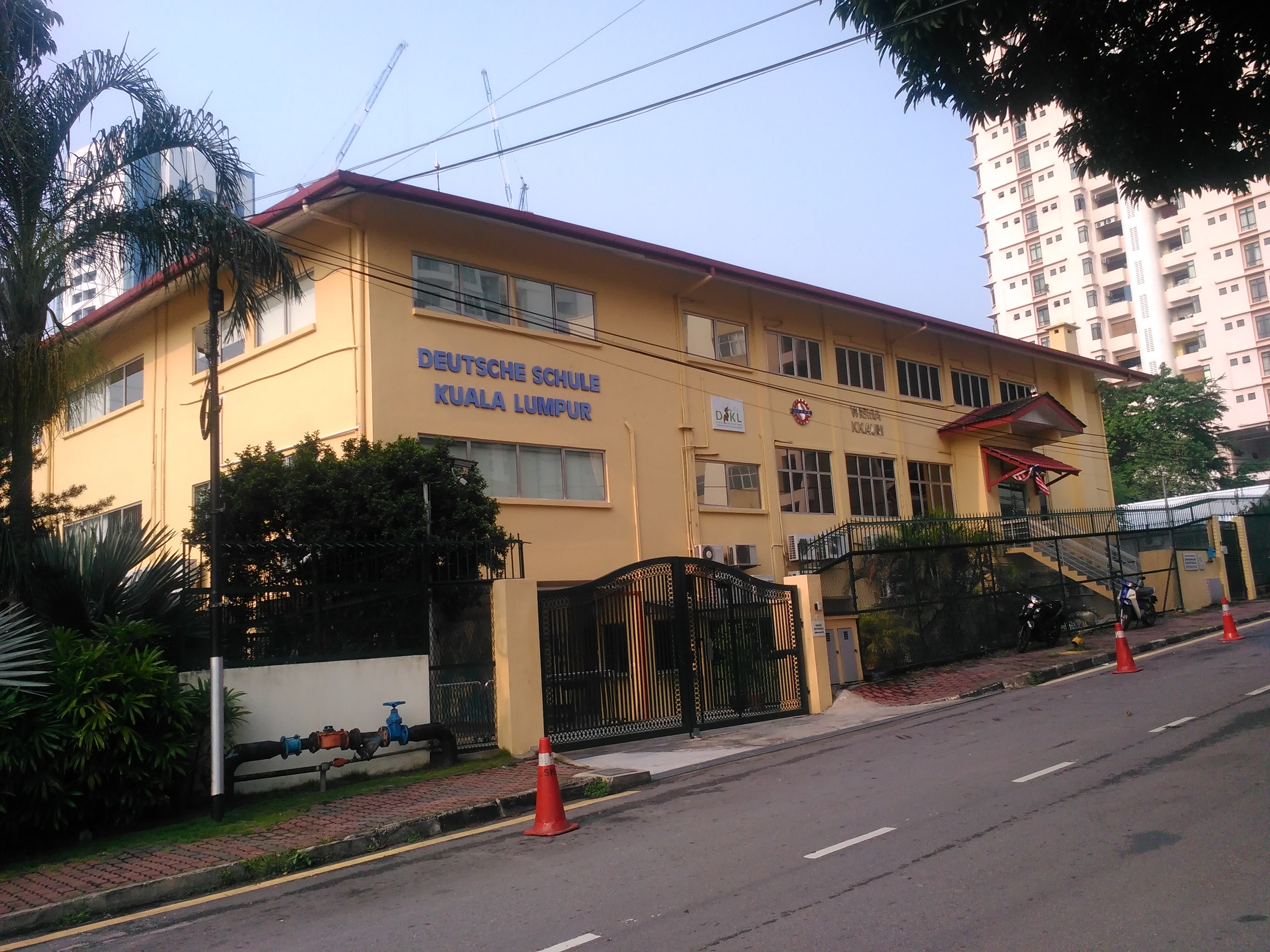
吉隆坡德国学校

馬來亞大學緊鄰八打靈再也，使得八打靈再也稱為馬來西亞的主要教育中心之一，境內拥有超过23所大学和学院，著名學府包括位在17区的马来西亚国际伊斯兰大学、瑪拉技術大學（MARA University of Technology）八打靈校區、拉曼大學八打靈校區等。
因人口密集之故，八打靈再也境內也分佈著許多的小學與中學，吉隆坡德國學校（German School Kuala Lumpur）是其中一家位在八打靈再也的國際學校。

## 宗教场所
八打靈再也信仰各种宗教的居民都能找到各自的宗教场所。其中市内的大型清真寺分别坐落于邓普勒路、17区、14区、SS1区和百乐镇。位于邓普勒路的苏丹阿都阿兹沙占美清真寺（Masjid Jamek Sultan Abdul Aziz Shah）是八打灵再也最古老的清真寺。 
佛教的信仰中心则有位于加星路的著名泰国佛教寺院「Wat Chetawan」，此寺院創建於1957年。SS23东南亚花园的千百家佛教居士林是由在家佛教居士於1985年所成立的。其他的佛教道場則有位於加星路的寶林法苑、八打靈觀音亭、園林小築與修成林。
道教與民間信仰也有不少廟宇與神壇位於八打靈再也，比如主祀九皇大帝的八打靈十七區斗母宮與位於SS9A的雙溪威靈應殿、主祀「洪聖大王」的海洲洪聖宫廟、位於千百家新村的阮梁聖佛宮與其他宮廟。
罗马天主教信徒的教堂则包括位于加星路的圣方济各沙勿略堂、邓普勒路的圣母升天堂以及美阳花园的圣依纳爵堂。一座卫理公会教堂坐落在第五区。一座圣公会和一座路德会教堂都位于北方路。神召会喜信堂教会位于加星路。2005年，海洋公园的前红宝石电影院变成了百乐镇卫理公会教堂。The Grace神召会则位于美嘉花园的SS23/6E路。

## 友好城市
| - 中华人民共和国广州市 - 印度尼西亞万隆 | - 日本埼玉县三芳町 | - 牙山市 |